# Всё включено
Всё включено — студійний, «неномерний» альбом українського гурту «Бумбокс», який вийшов у 2010 році.

## Композиції
1. Я твой
2. Холода.нет
3. Hip-Hop
4. Стяги на стяги
5. Бета-каротин
6. Тримай
7. Cash-бабулес
8. Що ти зміг
9. Квіти в волоссі
10. Звёзды не ездят в метро
  - музика та слова: А. Макаревич
11. Летний дождь
  - музика та слова: І. Тальков